# Балгалы
Балгалы (каз. Балғалы) — станция (тип населенного пункта) в Кербулакском районе Жетысуской области Казахстана. Входит в состав Сарыбастауского сельского округа. Код КАТО — 194655300.

## Население
В 1999 году население станции составляло 68 человек (30 мужчин и 38 женщин). По данным переписи 2009 года, в населённом пункте проживало 25 человек (11 мужчин и 14 женщин).

## Топографические карты
- Лист карты L-43-144 Карашокы  79-83  вар. Масштаб: 1 : 100 000. Указать дату выпуска/состояния местности.